# قيونيكو سوسيجي

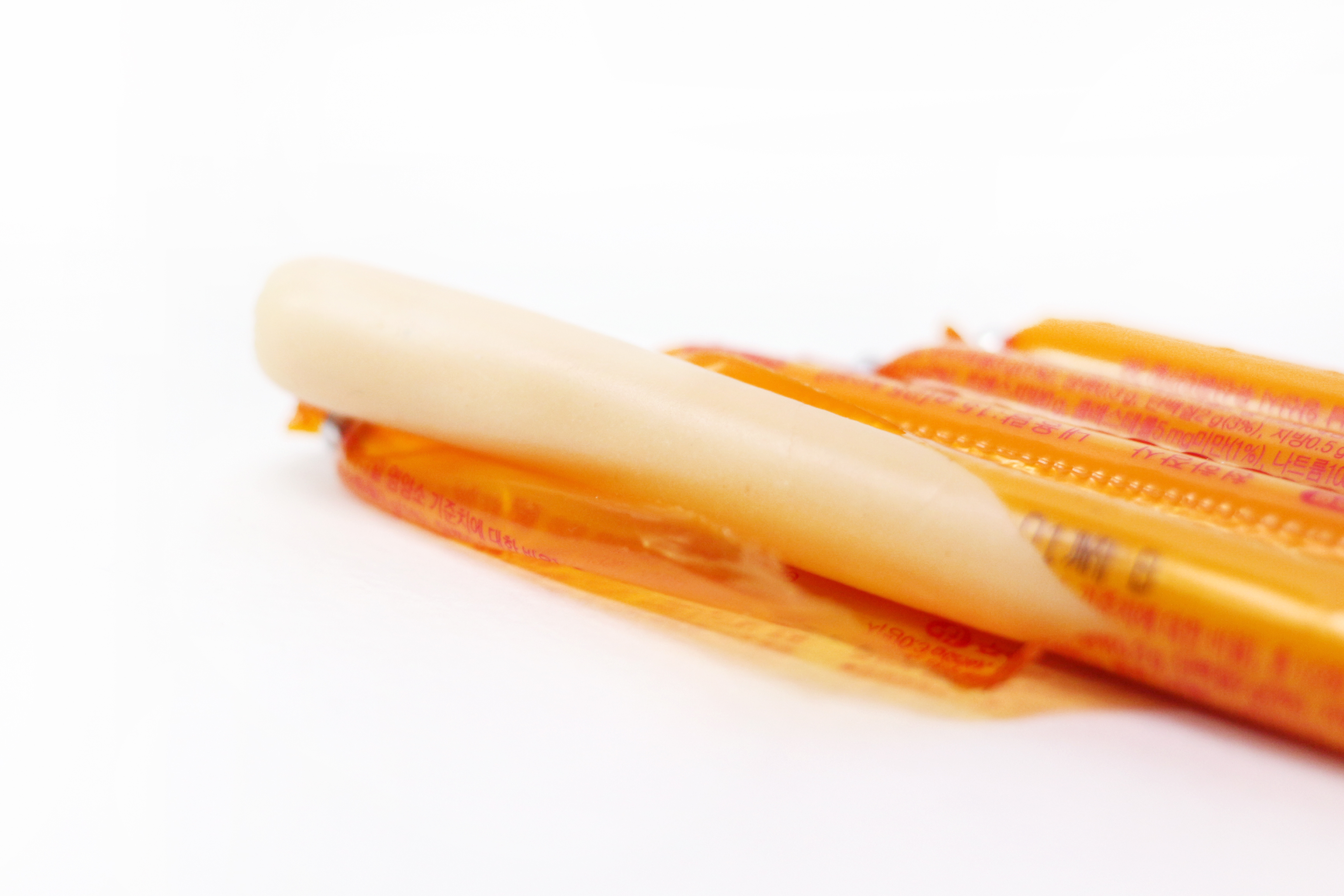
قيونيكو سوسيجي غير ملفوف.

قيونيكو سوسيجي باليابانية (魚肉 ソ ー セ ー ジ) هو عبارة عن نقانق سمك يابانية مصنوعة من سوريمي . والذي يباع في غلاف بلاستيكي كوجبة خفيفة. يشبه القيونيكو سوسيجي كعكة السمك التقليدية ، كامابوكو . يشكل القيونيكو سوسيجي و الكامابوكو معًا 26 ٪ من استهلاك الأسماك اليابانية.

## الإنتاج
بدأ الإنتاج الصناعي لقيونيكو سوسيجي في الخمسينيات من القرن الماضي كأحد الابتكارات المبكرة لاستخدام نوع سمك الاسكا بولوك الزائد.